# Platone Tiburtino
Platone Tiburtino (in latino Plato Tiburtinus; fl. XII secolo; Tivoli, 1110 – 1145) è stato un matematico, astronomo e astrologo italiano che visse a Barcellona, dove collaborò con il matematico ebreo Abraham bar Hiyya (più noto come Savasorda), di cui tradusse in latino il Liber embadorum (Libro delle "misure dei corpi")..
Platone Tiburtino, o Platone da Tivoli, è conosciuto in particolare per le sue traduzioni in latino dall'ebraico e dall'arabo. A quanto sembra, fu il primo a tradurre da documenti in arabo informazioni riguardanti l'astrolabio.

Grazie al suo operato furono conosciuti in Italia alcuni scritti di Tolomeo e di Archimede. Del primo, in particolare, appare massimamente rilevante la traduzione dall'arabo dell'opera di Claudio Tolomeo dell'Almagesto: adattamento del titolo originale Mathematiké (o Megále) sýntaxis ("Trattato matematico", o "Grande trattato"), che gli Arabi chiamarono con ammirazione al-Magisṭī, a sua volta adattamento della parola greca Μεγίστη, ossia "Il Grande (trattato)", che fu il libro scientifico più noto e maggiormente apprezzato in tutto il Medioevo cristiano.
Di straordinaria importanza fu anche la sua traduzione dall'arabo in latino del capolavoro astronomico del sabeo al-Battānī, pubblicato con alcuni necessari emendamenti dal giovanissimo studioso italiano Carlo Alfonso Nallino, uno dei più grandi studiosi arabisti della sua epoca.  

## Opere
A lui vengono attribuite le traduzioni di quattro opere:
- De motu stellarum (Kitāb al-zīj di Albatenius), tradotto nel 1116 e poi nuovamente proposto in latino e adeguatamente commentato, a cavallo tra il XIX e il XX secolo, dal celeberrimo orientalista Carlo Alfonso Nallino.
- Liber Embadorum (Il libro delle aree o Geometria pratica), che fu tradotto nel 1145 dall'ebraico, scritto da Abraham ibn ‛Ezra. Questo libro influì sul libro Practica geometriae di Leonardo Fibonacci e contiene una delle prime trattazioni comprensibili delle equazioni quadratiche in Occidente
- Sphericae di Teodosio di Bitinia,
- De usu astrolabii di Abū l-Qāsim Maslama (Ibn al-Sạffār), il manoscritto contiene informazioni sul primo astrolabio nel mondo occidentale

più sette altre opere dall'arabo (cinque astrologiche, una geomantica e una medica, andata perduta):
- Quadripartitum Ptolemaei (più noto come Tetrabiblos)
- Iudicia Almansoris,
- De electionibus horarum di ʿAlī ibn Aḥmad al-ʿImrani,
- De nativitatibus o De iudiciis nativitatum di Abu 'Ali al-Khayyat,
- De revolutionibus nativitatum di Abū Bakr al-Ḥasan (Albubather),
- Questiones geomantice o Liber Arenalis scientiae di Alfakini, figlio di Abizarch o di Abraham
- De pulsibus et urinis di Enea.